# Circuit de la Sarthe 2008
Der 56. Circuit Cycliste Sarthe fand vom 8. bis 11. April 2008 statt. Das Radrennen wurde in drei Etappen und zwei Halbetappen über eine Distanz von 673,2 Kilometern ausgetragen. Das Rennen ist Teil der UCI Europe Tour 2008 und in die Kategorie 2.1 eingeordnet.

## Doping
Maximiliano Richeze wurde nach seinem Sieg auf der vierten Etappe positiv auf anabole Steroide getestet. Zweitplatzierter dieser Etappe ist Geoffroy Lequatre.

## Etappen
| Etappe     | Tag       | Start – Ziel                     | km    | Etappensieger         | Führender       |
| ---------- | --------- | -------------------------------- | ----- | --------------------- | --------------- |
| 1. Etappe  | 8. April  | Aizenay – Ligné                  | 182,4 | Anthony Ravard        | Anthony Ravard  |
| 2a. Etappe | 9. April  | Varades – Angers                 | 99,8  | Samuel Dumoulin       | Anthony Ravard  |
| 2b. Etappe | 9. April  | Angers (EZF)                     | 9,0   | Christian Vande Velde | Thomas Voeckler |
| 3. Etappe  | 10. April | Angers – Fresnay                 | 186,5 | Mychajlo Chalilow     | Thomas Voeckler |
| 4. Etappe  | 11. April | Saint-Léonard-des-Bois – Le Mans | 188,5 | Maximiliano Richeze   | Thomas Voeckler |